# Delicious Library
Delicious Library ist eine Katalogisierungssoftware für MacOS (offiziell bis Version 11 – Big Sur). Mit ihr lassen sich Medien wie Bücher, Filme, CDs und Videospiele verwalten.

## Funktionen
Die Software ist internationalisiert. Zum einen bezieht sie Informationen über die Medien von den lokalen Amazon-Websites (USA, Kanada, Japan, Großbritannien, Frankreich und Deutschland) und ist außerdem neben englisch u. a. auch vollständig auf Deutsch übersetzt.

### Eingabe
Delicious Library bietet einige komfortable Möglichkeiten, Medien zu importieren. Dies kann entweder durch einfache Eingabe einer ISBN oder EAN per Hand, oder Benutzen eines passenden Barcodescanners passieren. Zudem kann sogar die in den meisten Macs eingebaute iSight-Kamera verwendet werden, indem man einfach den Barcode vor die Linse hält.
Informationen über einen Titel werden von Amazon bezogen und integriert. Dazu zählt u. a. Produktbild, Kurzbeschreibung, Preis und Kundenbewertung.

### Verwaltung
Alle Medien werden in einem virtuellen Regal mit dem passenden Produktbild dargestellt. Es lassen sich einzelne Titel Personen im Adressbuch von Mac OS X zuweisen, die dann als „ausgeliehen“ gekennzeichnet sind.

## „Eastereggs“
Das Programm besitzt einige Eastereggs.
- Wenn ein Star-Wars-Titel hinzugefügt wird, hört man „I am your father“.
- Wenn ein Harry-Potter-Titel hinzugefügt wird, hört man „Voldemort“.

## Auszeichnungen
Delicious Library wurde mehrfach ausgezeichnet.
- Apple Design Award (Best Mac OS X Leopard Application 2007 – Winner)
- Apple Design Award (Best Mac OS X User Experience 2005 – Winner)
- Apple Design Award (Best Product New to Mac OS X 2005 – Runner-Up)
- Macworld Magazine (4.5 Mice)
- Macworld SF 2005 (Showtime Award Winner)
- Macworld 2005 Eddy Winner
- O’Reilly Innovators Award 2004 (1st Place Winner)